# Charles Scott Sherrington
Sir Charles Scott Sherrington (Islington, 27 novembre 1857 – Eastbourne, 4 marzo 1952) è stato un medico, neurofisiologo, patologo e poeta inglese.
Si occupò principalmente dello studio della fisiologia del sistema nervoso e dei riflessi motori, ma anche di istologia, patologia, batteriologia e biologia. Nel 1920 fu nominato presidente della Royal Society e nel 1932 ottenne, insieme ad Edgar Douglas Adrian, il Premio Nobel per la medicina o la Fisiologia per le loro scoperte sulle funzioni dei neuroni.
Con il suo lavoro, in particolare, Sherrington pose le basi per la moderna neurofisiologia, introducendo e sviluppando concetti come sinapsi, propriocezione, riflesso sensomotorio e motoneurone. Le sue ricerche iniziali riguardarono la contrazione del ginocchio. In seguito dimostrò l'esistenza dei nervi sensoriali nei muscoli e il loro coinvolgimento nell'atto motorio, definendo l'unità neuromotoria. 
Approfondì in particolare lo stato inibitorio ed eccitatorio del riflesso e la gradazione dell'impulso nervoso: proprio l'"inibizione come fattore coordinato" fu l'argomento principale del suo discorso al Premio Nobel. Accanto alla sua attività scientifica, Sherrington coltivò anche l'attività poetica, pubblicando raccolte di versi come The Assaying of Brabantius and other verse.
Insegnò nelle Università di Oxford e Liverpool, lavorò al St. Thomas's Hospital di Londra.
Fu influenzato da grandi scienziati come Rudolf Virchow, William Osler, Walter Holbrook Gaskell, David Ferrier e Friedrich Goltz e a sua volta influenzò scienziati di alto livello come John Carew Eccles, Ragnar Arthur Granit, Harvey Williams Cushing, Howard Walter Florey e Wilder Penfield.

## Biografia

### Infanzia e gioventù
Charles Scott Sherrington nacque a Islington (Londra) il 27 novembre 1857. Suo padre, il medico condotto James Norton Sherrington, morì quando Charles era ancora un bambino e sua madre si risposò con il dottor Caleb Rose di Ipswich. L'interesse del patrigno per gli artisti della Norwish School, la sua collezione di storia naturale e la sua vasta biblioteca influirono sulla formazione del giovane Sherrington. Caleb Rose incoraggiò Charles a coltivare interessi sia in campo umanistico che scientifico e gli donò Elements of Physiology di Johannes Müller.
La passione di Charles per la letteratura crebbe durante gli anni del liceo, soprattutto grazie al suo insegnante Thomas Ashe, giovane poeta dell'epoca.

### Gli studi e i primi anni della sua carriera
A causa di un fallimento bancario della sua famiglia, Charles decise di iscriversi alla St. Thomas′s Hospital Medical School di Londra, per permettere ai fratelli William e George di frequentare l'Università di Cambridge al suo posto. I suoi studi proseguirono tra la St. Thomas′s Hospital Medical School e il Gonville and Caius College di Cambridge. Amante dello sport, durante gli anni universitari a Londra praticò il rugby e a Cambridge il canottaggio e durante le vacanze a Grindelwald si dedicò a vari sport invernali. A Cambridge Sherrington seguì George Humphry in qualità di student demonstrator di anatomia e studiò fisiologia con Michael Foster. Anche Gaskell contribuì alla formazione universitaria di Sherrington, nel laboratorio di Carl Ludwig a Lipsia. 
Nel 1885, a Cambridge, si laureò in medicina. Aveva già pubblicato il suo primo lavoro che riguardava la controversia nata al Settimo Congresso Internazionale di Medicina a Londra tra Goltz e Ferrier sull'effetto che aveva la rimozione di parte del cervello di un cane sulle prestazioni dell'animale stesso. Dopo qualche mese Sherrington andò a Strasburgo per studiare proprio con Goltz.

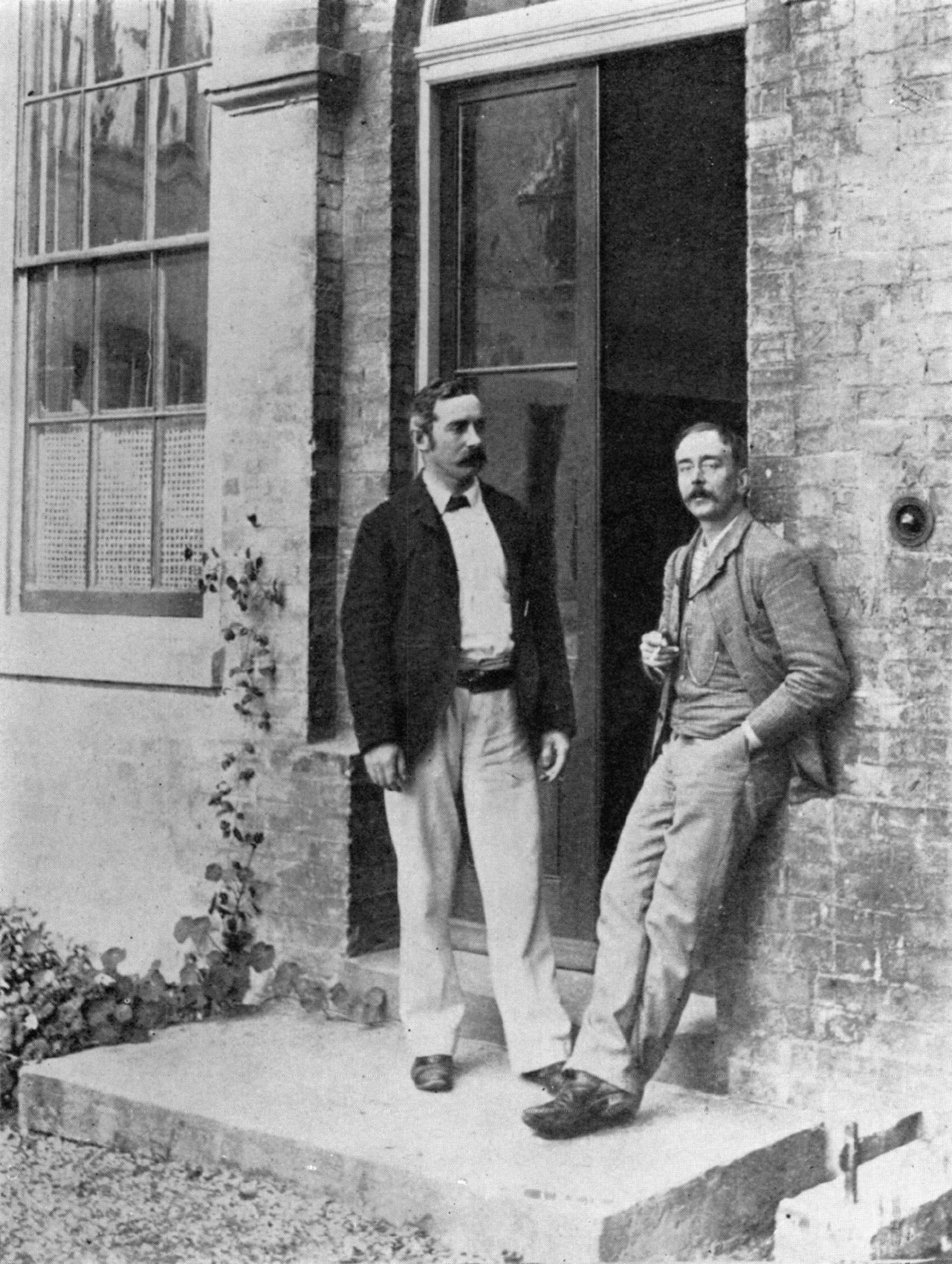
Charles Smart Roy e Charles Scott Sherrington (a destra), sulla porta dell'Old Pathological Laboratory, Cambridge, 1893

Nel 1885 scoppiò un'epidemia di colera in Spagna e poiché un fisico spagnolo sostenne di aver trovato un vaccino contro il colera, Sherrington fu mandato sul posto, insieme al professore di fisiologia di Cambridge C. S. Roy e a J. G. Brown, per verificare la notizia che fu da loro smentita con un report alla Royal Society. Per continuare la sua indagine sul colera, Sherrington passò un periodo in Italia e poi, dopo aver raccolto vari campioni, si trasferì a Berlino per studiare patologia con Virchow. Seguendo l'impostazione liberale di Virchow e ricordando l'occupazione di Strasburgo da parte delle truppe tedesche, Sherrington diventò antiprussiano: infatti, durante le due guerre mondiali aiutò i profughi provenienti dalla Germania.
Dopo la breve pausa tedesca, Sherrington tornò in Inghilterra per la cattedra di Fisiologia alla St. Thomas's Hospital Medical School e una borsa di studio al Caius College. In questi anni Sherrington sviluppò molto l'interesse per la fisiologia del sistema nervoso, pubblicando lavori che sono alla base della moderna neurobiologia. In seguito ottenne l'incarico di segretario onorario della Physiological Society e lavorò con Roy alla circolazione cerebrale.
Nel 1891 fu nominato Physician Superintendent della Brown Institution dell'Università di Londra: questo ruolo favorì il suo ingresso come membro della Royal Society.
Nello stesso anno, lavorò con Armand Ruffer, per conto di Joseph Lister, all'inoculazione della tossina della difterite nei cavalli. Nel 1894 pubblicò un lavoro che dimostrava che i fusi muscolari hanno natura sensoriale e informano il sistema nervoso dello stato di contrazione di un qualsiasi muscolo scheletrico. Sempre nel 1894, Sherrington invitò il medico spagnolo Santiago Ramón y Cajal alla Royal Society perché tenesse una Croonian Lecture sul suo lavoro e lo ospitò nella sua casa a Londra. Sia Sherrington che Ramón y Cajal per primi sostennero l'idea che l'unità strutturale dell'intero sistema nervoso è una cellula specializzata con trasmissione polarizzata unidirezionale, ovvero il neurone.

### Gli anni di Liverpool
Nel 1895 Sherrington ottenne la cattedra di Fisiologia all'University College di Liverpool. Nel 1897 tenne una Croonian Lecture sul suo lavoro The mammalian spinal cord as an organ of reflex action che affrontava la spinosa questione della differenza tra riflesso e azione volontaria. Nel 1899 la Royal Medical and Chirurgical Society gli conferì il premio Marshall Hall gold medal "... per i suoi servizi resi alla Medicina e alla Chirurgia attraverso le sue scoperte sul sistema nervoso" e pochi mesi dopo il Royal College of Physicians di Londra gli conferì la Baly gold medal per i suoi contributi alla fisiologia.
Nel 1901 arrivò a Liverpool Cushing per assistere Sherrington nel suo lavoro sull'elettrostimolazione della corteccia dei primati: da questa collaborazione professionale nacque una grande amicizia. Tra il 1902 e il 1903 Sherrington lavorò con il grande psicologo americano Robert Sessions Woodworth sulle basi fisiologiche della psicologia. Nel 1903 fu invitato da Osler, professore di Medicina alla Johns Hopkins University, per celebrare l'unione della Trinity College's medical school con l'Università di Toronto. In quello stesso anno ricevette una Laurea ad honorem dall'Università di Chicago.
Nel 1904 fu invitato all'Università Yale per tenere le annuali Silliman Memorial Lectures ("sulla saggezza e la bontà di Dio manifestata nel mondo naturale e morale") che poi confluiranno nella sua opera The Integrative action of the nervous system.
Inoltre ebbe tanto successo che sia l'Università di Toronto che quella di New York gli offrirono una cattedra, ma Sherrington rifiutò per rimanere lontano dal caos delle grandi città. Dal 1904 al 1913, Sherrington continuò a pubblicare opere sui riflessi, sull'innervamento dei muscoli e la localizzazione delle funzioni nel cervello, argomenti che furono sempre al centro dei suoi studi. Nel 1913 tenne la Croonian Lecture "Principles Evident in the Co-ordination of Muscular Acts" al Royal College of Physicians.

### Gli anni di Oxford 1914-1920
Nel 1914 ottenne la cattedra di Fisiologia a Oxford. Quando Alan Gregg, il "wise man" della Rockefeller Foundation, gli chiese quale fosse la vera funzione dell'Università di Oxford nel mondo, Sherrington rispose:
(Sherrington)
Quest'atteggiamento era ben noto a Sherrington e per far comprendere ai suoi studenti di Oxford come approcciare lo studio delle scienze naturali, li spronava dicendo:
(Sherrington)
Tra questi alunni c'erano personaggi di grande calibro, quali Wilder Penfield (che riuscì ad ottenere di lavorare con Sherrington grazie alla borsa di studio "Rhodes Scholarship"), Wilburt Davison ed Emil Holman (iniziatori l'uno della Duke University Medical School in North Carolina e l'altro della scuola di Chirurgia dell'Università di Stanford) e John Fulton. Suoi alunni furono anche i premi Nobel: Florey, Eccles e Granit. A Oxford, Sherrington consolidò il rapporto di amicizia con Osler e la sua famiglia. Sherrington e Osler avevano diverse affinità: entrambi furono allievi di Virchow, amanti del Canada, bibliofili e appassionati di Storia della medicina.
Con l'avvento della prima guerra mondiale, l'Università di Oxford perse molti alunni, perciò, la stessa Università cominciò ad ammettere ai suoi corsi le donne, seppur con molte reticenze. Uno dei sostenitori dell'ingresso delle donne ad Oxford fu proprio Sherrington. Proprio a causa della perdita di alunni, per un periodo, Charles dovette smettere di insegnare e cominciò a lavorare in una fabbrica di munizioni. Negli anni della guerra scrisse alcuni dei suoi versi più commoventi che confluirono insieme alle altre poesie del periodo di Oxford nella raccolta The Assaying of Brabantius and other Verse pubblicata nel 1925 dalla Oxford University Press. Nel 1919 pubblicò il suo capolavoro Mammalian Physiology; a course of practical Exercises. Il 1919 fu anche l'anno della morte di Osler, una grave perdita per Sherrington che dedicò all'amico un tributo sul British Medical Journal:
(Sherrington The British Medical Journal)

### Il periodo della Presidenza della Royal Society 1920-1925
Nel 1920 Sherrington fu eletto Presidente della Royal Society; William Bateson, il creatore del termine genetica, commentò la sua elezione con questa nota:
(William Bateson)
Il suo primo progetto in qualità di Presidente fu quello di istituire una commissione con il supporto di Lord Bryce per aiutare i "Russian Emigrè Savants" (i saggi russi emigranti).
Nel 1923 venne eletto presidente della Associazione britannica per l'avanzamento della scienza.
Proprio in questi anni conobbe il famoso neurologo Henry Head: lo segnalò alla Sectional Commitee on Physiology and Medicine della Royal Society e lo incoraggiò a pubblicare il suo libro sull'afasia.
Nel 1925 la presidenza della Royal Society passò dalle sue mani a quelle di Rutherford.

### Il periodo dal 1925 al 1935

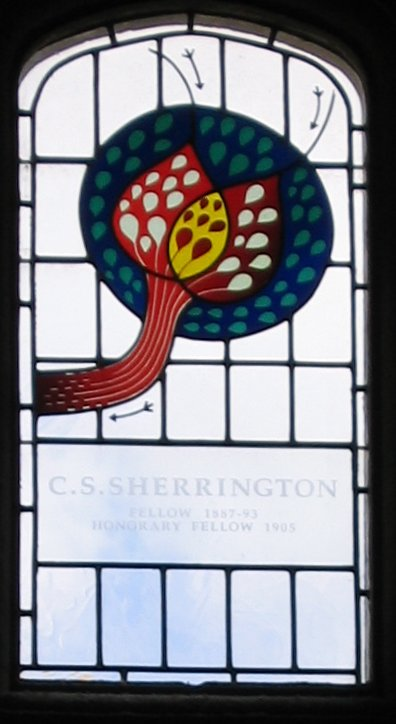
Vetrata dipinta al Gonville and Caius College di Cambridge, in onore di Sherrington. La figura, un suo disegno tratto dalla Ferrier Lecture, rappresenta due afferenti eccitatori in un motoneurone e il testo recita: C.S. SHERRINGTON FELLOW 1887–1893; HONORARY FELLOW 1905.

In questi anni, a Oxford, Sherrington proseguì le ricerche sui riflessi nei muscoli insieme ad Eccles e Granit. Con i suoi collaboratori E. G. T. Liddell, K. Sassa, R. S. Creed, S. Cooper e Derek Denny-Brown, cominciò a strutturare le sue teorie sui riflessi in termini di unità motoria.
Nel 1929 Sherrington ed Eccles pubblicarono "Reflex summation in the ipsilateral spinal flexion reflex", un lavoro incentrato sul meccanismo sinaptico. La collaborazione scientifica tra i due proseguì con gli studi condotti tra il 1929 e il 1931 riguardanti l'azione inibitoria sinaptica sui riflessi del flessore.
In questo periodo, egli diede i suoi principali contributi alle teorie della funzione nervosa con la Linacre Lecture "Problems of muscolar receptivity" al St. John's College nel 1924, con il suo lavoro del 1925 "Remarks on some aspects of reflex inhibition" che offriva una teoria alternativa (Teoria del central excitatory state) a quella delle interferenze di Lucas, Forbes e Adrian.
Nel 1929 Sherrington tenne la Ferrier Lecture "Some functional problems attaching to convergence" che riguardava i suoi studi sull'unità motoria. Il riflesso, secondo Sherrington era legato al numero di neuroni "attivi" e derivava dal conflitto tra lo stato eccitatorio e inibitorio del motoneurone. Con la Hughlings Jackson Lecture del 1931, approfondì il tema dell'unità motoria delineando quattro diversi livelli di eccitazione associati ai diversi tipi di movimenti che il muscolo produce (ad esempio al livello "subtetanic" corrisponde il "tremore" nell'unità motoria).
Nel 1930 gli fu richiesto un libro sul suo lavoro a Oxford. Sherrington con l'aiuto di Creed, Denny Brown, Liddell ed Eccles si dedicò alla stesura del libro. Si occupò, in particolare, dell'ultimo capitolo dedicato alla coordinazione del riflesso nel midollo spinale. Da questa collaborazione nacque nel 1932 l'ultima pubblicazione di Sherrington, The Reflex Activity of the Spinal Cord.
In quello stesso anno fu insignito del Premio Nobel che arrivò con ritardo rispetto al suo successo riconosciuto in campo scientifico già dai primi del Novecento. L'esaminatore J. E. Johansson, sebbene la Commissione fosse stata convocata nel 1910, solo nel 1915 ammise che la scoperta di Sherrington sul reciproco innervamento dei muscoli antagonisti fosse degna di essere premiata. La Commissione, invece, non riconobbe il merito di Sherrington, sostenendo che ai suoi risultati erano già pervenuti nel 1826 i fratelli C. e J. Bell. Tuttavia nel 1921 Frederick G. Donnan scrisse alla Commissione che il contributo di Sherrington nel campo della fisiologia e della medicina era stato l'equivalente di quello di Copernico, Keplero e Newton in campo fisico.
A seguito dello scoppio della Prima guerra mondiale, la Commissione stabilì di applicare criteri più rigidi per l'assegnazione del premio, pertanto Johansson non supportò la candidatura di Sherrington. Nel 1927, quando Johansson si ritirò, la Commissione cominciò a riconsiderare il valore di Sherrington, ma ci vollero altri cinque anni perché gli si attribuisse il premio.
Sherrington e Adrian condivisero il Premio Nobel per la Fisiologia o la Medicina in relazione alle loro scoperte sulle funzioni dei neuroni.
Il discorso che Sherrington tenne alla premiazione, "Inhibition as a coordinative factor", riassume bene i cardini del suo lavoro: l'inibizione e l'eccitazione del motoneurone, il riflesso e la sua gradazione.
Dal 1934 Sherrington si occupò della direzione del Journal of Physiology e nel 1938 accettò di diventare presidente dell'International Physiological Congress.

### Gli ultimi anni
Dopo il Premio Nobel, Sherrington subì due gravi colpi: la morte della moglie per un cancro e un attacco di forte artrite reumatoide che compromise l'uso del suo braccio sinistro.
Nel 1935 decise di ritirarsi dall'attività di ricerca, vendere la casa e i libri, andare via da Oxford e trasferirsi a Ipswich. Smise di occuparsi di fisiologia per dedicarsi ad un tema che riguardava ancora il sistema nervoso, ma a un livello superiore: la mente. Da Ipswich continuò a scambiare opinioni, idee, lettere e libri con i suoi alunni ed amici Adrian, Cushing, Fulton, Eccles e Florey. Le sue lettere costituivano un incoraggiamento rivolto ai suoi alunni a proseguire la ricerca scientifica.
Sherrington morì il 4 marzo del 1952 a Eastbourne a causa di un problema cardiaco.

## Il suo ideale di scienza e i suoi contributi alla società inglese
L'intento di Sherrington non era una ricerca fine a se stessa, quanto piuttosto una ricerca per il progresso in campo medico, dedicata quindi all'intera umanità, proprio come disse alla McGill University a Montréal:
(Sir Charles Scott Sherrington)
Infatti Sherrington si occupò molto dello sviluppo della società inglese, oltre che di scienza. Intorno al 1890, negli anni delle sue prime ricerche, scrisse degli articoli relativi all'educazione medica e al problema della vivisezione sul British Medical Journal e sul Lancet.
Il suo principale interesse fu quello di sviluppare la ricerca e di creare laboratori all'avanguardia di Fisica e di Ingegneria in Gran Bretagna. Negli anni dal 1925 al 1934, quando lavorò al Medical Research Council al fianco del Primo Ministro LLoyd George, collaborò all'istituzione di uno schema di Assicurazione Nazionale per la Salute e ad un fondo per aiutare lo sviluppo della ricerca medica.
Donò quadri e incunaboli rispettivamente alla National Gallery e al British Museum.
Nel 1892, finanziò un fondo per la costruzione di una nuova struttura per l'insegnamento nella scuola medica del St. Thomas's Hospital: questo edificio si trova ancora oggi sulle sponde del Tamigi ed è noto come "The Sherrington School of Physiology", proprio in ricordo della sua materia preferita.

## I suoi principali discorsi e i messaggi filosofici finali

### The Rede Lecture
Nel 1933, Sherrington tenne all'Università di Cambridge la Rede Lecture "The Brain and its mechanism", diversa dagli altri discorsi perché incentrata sul cervello e non sul midollo spinale. Oltre a definire il cervello come organo di controllo dell'animale sul mondo esterno, Sherrington cominciò ad abbozzare il "mind-body problem" (questione che continuerà ad affrontare in tutti i discorsi successivi, senza però arrivare ad una conclusione certa).
Inizialmente sostenne che i segnali d'input nel cervello sembravano provare l'esistenza della mente. Quest'idea non allontanò da lui i dubbi su come si potesse commistionare l'esperienza mentale e quella fisiologica: infatti, arrivò ad affermare che il biologo di fronte a tale dilemma, in tutta umiltà, deve ammettere di non possedere alcuna risposta certa.

### The Gifford Lectures: Man on His Nature
Tenne le Gifford Lectures all'Università di Edimburgo tra il 1937 e il 1938. Come stabilito all'inizio da Lord Gifford, questi discorsi erano finalizzati ad una Teologia Naturale "considerata solo come Astronomia o Chimica". Sherrington si attenne a questo tema, sviluppando inoltre la sua convinzione del dualismo della natura umana, in antitesi col materialismo degli scienziati dell'epoca, i quali negavano l'esistenza della mente. Le Gifford Lectures confluirono per intero nella prima edizione della sua opera Man on His Nature del 1940, poi riedita nel 1951.
In uno dei discorsi cita il fisiologo francese Jean Fernel come modello di un'epoca in cui non c'era conflitto tra religione e scienza naturale. Ben diversa era l'epoca in cui lavorava Sherrington: i suoi contemporanei criticavano il suo avvicinamento alla Religione Naturale e il suo dualismo.
Nel quinto discorso sostenne che la mente umana, così come il corpo aveva subito un'evoluzione incontestabile.
Nella sesta lecture affermò che l'intuizione cartesiana (presente nel De Homine) che l'atto motorio implicasse un processo di inibizione ed eccitazione era stata geniale, poiché dopo circa duecentocinquanta anni era stata confermata scientificamente attraverso gli esperimenti di fisiologia. Nonostante ciò, criticò l'uomo-macchina di Cartesio, dato che non si poteva ridurre la descrizione dell'uomo ad un mero insieme di riflessi.
In un altro dei suoi discorsi, Sherrington delineò la storia delle idee filosofiche e scientifiche sulla mente, sul corpo e sul loro collegamento a partire dai Greci.
Nel decimo discorso ripercorse la storia del pianeta Terra che, in quanto primitiva "fornace di rocce, metalli, pensieri e valori", era diventata un pianeta umano dove vi erano pensieri, speranze, paure e valori come il giusto e l'ingiusto.
Nell'undicesimo, invece, descrisse una teoria gnoseologica dualista e sostenne che il movimento del corpo è espressione dell'io e della sua percezione, ma non s'identifica con esso. Sherrington riportò un esempio per provare il suo dualismo: per un uomo che ha subito un danno ad un arto, nell'atto conscio, il suo potere motorio permane, anche se è espresso in maniera "disordinata" dal corpo.
Sherrington affrontò poi la questione della localizzazione spaziale dell'Io nel corpo. L'Io è circondato dallo spazio, ma non si lascia includere da esso. Egli inoltre asserì che l'Io è conscio di sé, non solo come "qui", ma anche come "ora", dato che perdura nel tempo. A chi gli avesse chiesto dove si trovasse la mente, egli avrebbe risposto che la mente e i suoi atti non sono dislocati in un'unica cellula cerebrale. Mise in evidenza inoltre che è difficile ammettere l'esistenza della mente poiché i suoi atti sono esperibili, ma non osservabili.
Nel dodicesimo discorso, quello più vicino al tema stabilito da Lord Gifford, Sherrington descrisse il rapporto tra uomo e Natura e il rapporto tra Scienza Naturale e Teologia Naturale. Il tema centrale è la sacralità della vita e l'origine dei valori. Per Sherrington, i valori non nascono dalla natura che non ha pensieri, ma dall'uomo che è l'unico essere dotato di etica e pensiero. Da questa sua unicità deriva anche la sua solitudine cosmica ed il suo sistema di valori è il fondamento della sacralità della vita. Sherrington propose l'altruismo come ultima speranza del genere umano di fronte alla disperazione che scaturisce dalla condizione di solitudine.
Nello stesso discorso, criticò l'uomo che vuole sottomettere il pianeta a sé, affermando che non siamo padroni della Terra ma suoi ospiti.
Proseguì con un messaggio dalla Natura all'uomo, evidenziando che la Natura, definita dall'uomo come cieca necessità e meccanismo, non può essere morale o intelligente, né può odiare o amare l'uomo: l'unico ad essere dotato o sfornito di morale, ragione e sentimenti è l'uomo stesso. Da questa diversità e dal fatto che il disegno della Natura rimane imperscrutabile deriva il conflitto tra Natura e uomo. Tuttavia egli pervenne ad una visione ottimistica nella quale l'uomo fa parte della Natura come una nota di un'armonia e riconosce in essa i valori di bellezza, verità e carità, i quali compensano il suo dolore.

### The Deneke Lecture: Goethe, la Natura e la Scienza
Questo discorso fu tenuto nel 1942 alla Lady Margaret Hall di Oxford: in esso, Sherrington criticò il poeta Johann Wolfgang von Goethe, inabile nel fare scienza e orgoglioso per le sue pseudoscoperte più che per i suoi versi immortali. Sherrington gli riconobbe, però, la grandezza poetica: infatti, nel comporre poesie, lo emulò. Entrambi veneravano la Natura. Sherrington, a differenza di Goethe, però, riconosceva in essa un elemento cupo: la lotta tra gli esseri viventi e le malattie che affliggevano l'uomo rendevano la Natura una scena di conflitto. Compito degli scienziati, pertanto, è la sconfitta di queste malattie.

### I messaggi del "Filosofo del sistema nervoso"
Non a torto, nel 1931, Leon Asher definì Sherrington il "Filosofo del sistema nervoso": i suoi ultimi anni, come si evince anche dai discorsi citati, furono dedicati completamente al "mind-body problem". In un primo momento Sherrington affermò con convinzione il suo dualismo, poi modestamente riconobbe che con gli strumenti biologici e fisiologici non era possibile arrivare a capire come la mente fosse collegata al corpo.
Per Sherrington, la più grande avventura per il genere umano è la scoperta di cosa sia e come esso sia arrivato all'essere uomo nel processo evolutivo.
Egli era convinto che nella ricerca scientifica viaggiare è meglio di arrivare: da vero scienziato temeva gli "arrivi" intesi come verità scientifiche incontrovertibili, poiché essi portano al dogmatismo e alla superstizione.
Ciò che più caratterizzava Sherrington era una visione della vita e della natura non soltanto scientifica ma anche poetica.

## Sherrington poeta
Oltre ad essere uno scienziato, Sherrington fu anche un poeta. Il suo primo vero "incontro" con la letteratura avvenne nel 1879, quando comprò la prima edizione delle poesie di John Keats.
Sin da quando aveva 19 anni, Sherrington cominciò a scrivere poesie. I suoi versi presentano argomenti disparati, ad esempio, nel 1897 dopo la sua esperienza al St. Thomas's Hospital scrisse questa poesia:
(Sherrington, St. Thomas's Hospital 1897)
La sua principale raccolta poetica The Assaying of Brabantius and Other Verse fu pubblicata nel 1925.

## Le principali pubblicazioni
Nel 1906 pubblicò con la C.Scribner's sons The Integrative Action of the Nervous System che comprendeva le sue Silliman Lectures tenutesi due anni prima: in questo libro espose le sue principali teorie sul riflesso e sulla propriocezione.
Nel 1919 pubblicò Mammalian Physiology, a Course of Practical Exercises con la Clarendon Press, un'opera che descriveva le sue lezioni di fisiologia a Oxford.
Nel 1925, con la Oxford University Press pubblicò la sua raccolta di poesie appartenenti al periodo precedente alla Prima Guerra Mondiale, The Assaying of Brabantius and Other Verse.
Nel 1932 pubblicò con i suoi colleghi di Oxford Reflex Activity of the Spinal Cord.
Nel 1940 le sue Gifford Lectures vengono trasposte nel suo libro Man on His Nature edito dalla Cambridge University Press.
Nel 1946 pubblica The Endeavour of Jean Fernel edito dalla Cambridge University Press: questo libro narra la storia del fisiologo francese Fernel che da sempre rappresentava un modello scientifico e umano per Sherrington.

## Premi
Oltre alle già citate Baly Gold Medal del 1899, la Royal Medal del 1905, il premio Nobel del 1932, ottenne di essere eletto membro dell'Ordine al Merito del Regno Unito nel 1924 e membro della Pontificia accademia delle scienze nel 1936.
Circa 100 tra Università e Istituzioni Culturali gli conferirono onorificenze, lauree ad honorem e medaglie.